# Askal
Askal o aspin es el nombre de los perros mestizo originarios de Filipinas. El nombre "askal" es un acrónimo del término en tagalo "asong kalye" o "perro de la calle", ya que estos canes se ven comúnmente deambulando por las calles. La sociedad protectora de animales (PAWS) ha sugerido el término alternativo "aspin", abreviatura de "asong Pinoy" (perro Pinoy). En cebuano, los perros mestizos son conocidos como "irong Bisaya", que literalmente significa "perro de las Bisayas" o "perro nativo" (se debe tener en cuenta que la palabra "Bisaya" es un término que pertenece a personas y animales nativos de una localidad específica. Por ejemplo, "manok bisaya" simplemente significa una raza de pollo nativa de una localidad), lo que implica que no se les considera un perro de raza mixta sino un perro mestizo sin raza y sin ancestros de raza pura.

## Características físicas
Físicamente, los perros askal tienen variedad de formas, tamaños y colores. La altura de las hembras suele oscilar entre 12 y 16 pulgadas, mientras que los machos pueden medir entre 14 y 19 pulgadas. El pelaje puede ser corto o áspero. Las gamas de colores de los askal oscilan entre negro, marrón, gris, crema y blanco. Las manchas se encuentran comúnmente en la base de la cola y en la espalda en forma semicircular. El hocico puede ser negro si el color del pelaje es marrón. La cola generalmente se mantiene alta y las orejas pueden ser flojas, semi-flojas o apuntando completamente hacia arriba. La estructura ósea de un askal nativo está en el rango medio, sin llegar a ser tan pesado como un rottweiler. En un artículo investigativo, Michael Tan afirmó que los askals a menudo son más resistentes y astutos que los purasangre. La sociedad protectora PAWS ha informado que en la mayoría de las llamadas recibidas por esta organización sobre crueldad y abuso animal involucran a los askals.

## Utilidad

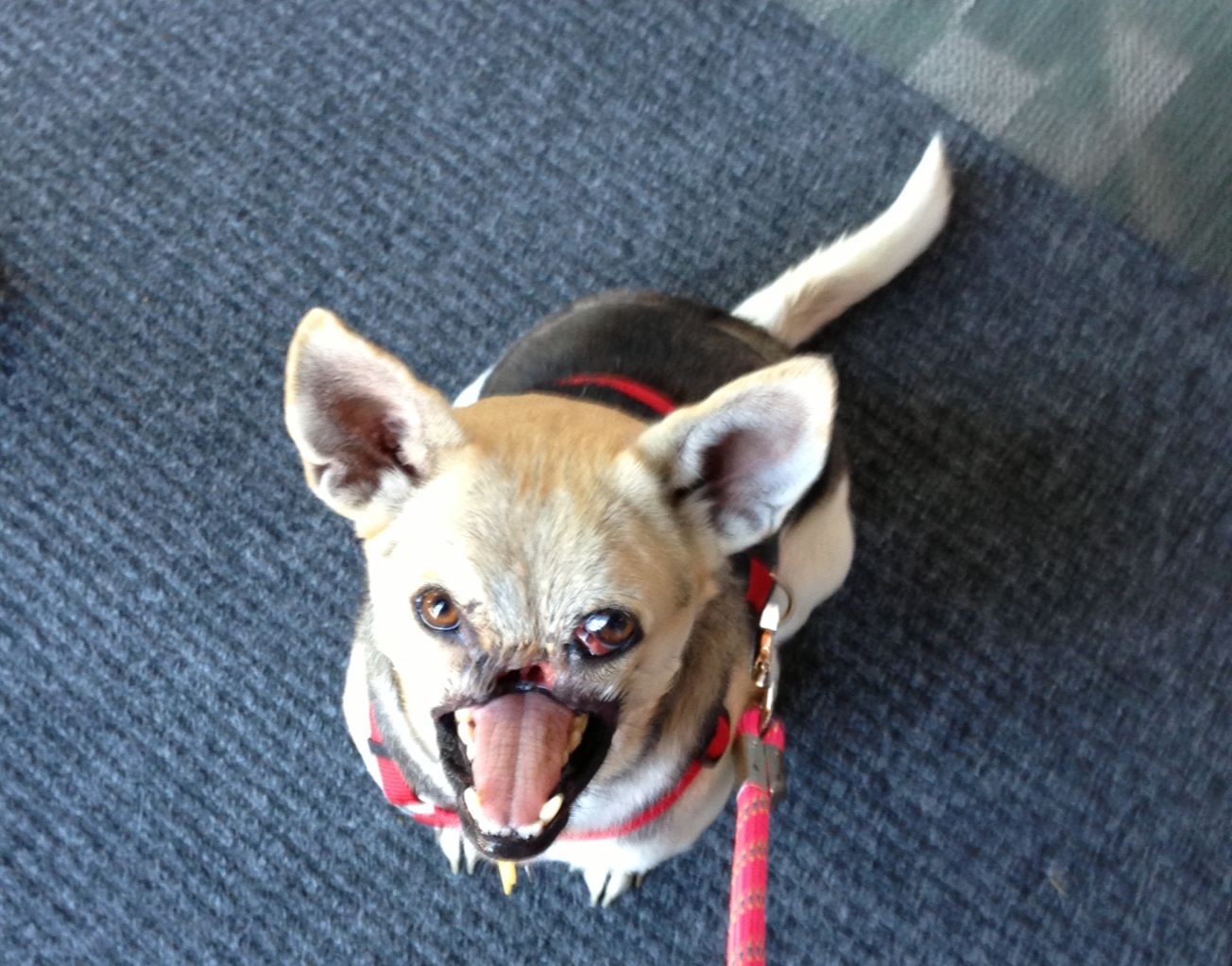
Kabang, el askal que salvó a dos niñas de un posible accidente de motocicleta.

Los askals han sido criados tradicionalmente como perros guardianes del hogar y de las granjas. Son naturalmente desconfiados con los extraños, son independientes y protegen a los miembros de la familia. También son buenos para los niños muy pequeños como compañeros debido a su devoción a la familia. Sus propietarios generalmente confían en ellos y les permiten vagar por los mercados de la ciudad o por el vecindario para socializar con otros perros, razón por la cual estos canes son vistos por los occidentales como perros callejeros cuando, de hecho, no lo son. Sin embargo, se espera que estén en casa antes del anochecer, especialmente los machos que siempre buscan hembras en celo. Las perras suelen quedarse en casa y son excelentes guardianas. Cuando deambulan sin su dueño, los askals son propensos a ser capturados para ser vendidos en el mercado negro como alimento. A los askals se les permitió competir en el Primer Campeonato Filipino de Agilidad en Perros de 2013. En el certamen Pet Express Doggie Run de 2015 en Pásay, los Askals fueron el tipo de perro exhibido. Han sido entrenados por la Guardia Costera de Filipinas para identificar bombas y drogas con su agudo olfato.

## Askals notables
- Kabang, un Askal que perdió una porción de su hocico mientras salvaba a dos niñas en un accidente de motocicleta. La perra se arrojó a la motocicleta antes de que impactara en las dos niñas, que no se habían percatado de la cercanía del vehículo.[8][9]
- Dagul (ganador del premio Lewyt por heroísmo animal).